# Pseudosmittia setavena
Pseudosmittia setavena är en tvåvingeart som beskrevs av Ole Anton Saether 1969. Pseudosmittia setavena ingår i släktet Pseudosmittia och familjen fjädermyggor.
Artens utbredningsområde är British Columbia. Inga underarter finns listade i Catalogue of Life.